# Karl Gamma
Karl Gamma (* 19. September 1927 in Andermatt; † 5. Januar 2021 ebenda) war ein Schweizer Skirennfahrer und Sportfunktionär.

## Biografie
Karl Gamma war von 1945 bis 1963 im Skisport aktiv. Bei den Schweizer Meisterschaften im Ski Alpin gewann er insgesamt neun Medaillen. Bei den Olympischen Winterspielen 1948 in St. Moritz sollte er im Slalomrennen starten, trat jedoch nicht an. 
Nach seiner aktiven Karriere arbeitete Gamma als Trainer in Spanien und der Schweiz. Des Weiteren war er zwischen 1963 und 1992 Unterrichtschef von Swiss-Ski und von 1964 bis 1992 als Direktor des Skischulverbandes der Schweiz tätig. Zudem war Gamma von 1971 bis 1987 der zweite Präsident des Internationalen Skilehrerverbands.
Er wurde Ehrenmitglied von Swiss-Ski und Swiss Snowsports und Ehrenpräsident des Internationalen Skilehrerverbandes. Karl Gamma war mit der Skirennläuferin Renée Clerc verheiratet, das Paar liess sich jedoch später wieder scheiden.